# Messier 14
Messier 14 (altfel spus M14, sau NGC 6402) este un roi globular, unul din numeroasele obiecte cerești descoperite de astronomul francez Charles Messier (în 1764) și repertoriate în catalogul său. Este situat în constelația Ofiucus.

## Caracteristici
Roiul, de formă eliptică, se află la circa 30.000 de ani-lumină de Sistemul nostru Solar, deși estimările acestei distanțe au variat de la simplu la dublu, potrivit diferiților autori.
Cu magnitudinea sa absolută de -9,1, roiul este mult mai luminos decât alte roiuri din constelație, M10 (roi globular) și M12.
Concentrația în stele la centrul roiului este relativ slabă.
Luminozitatea sa este echivalentă cu aceea a 400.000 de sori.
Stelele cele mai strălucitoare au o magnitudine de 14.
În sfârșit, roiul numără peste 70 de stele variabile.

## Observare
Roiul, fiind departe de stele strălucitoare, este dificil de reperat.
Roiul globular M10, care pare ca bun punct de reper, se află la 10° la nord, ceea ce este enorm.
Cât despre stelele vizibile cu ochiul liber, cea mai apropiată se află la 21° est!
Din cauza distanței la care se află, roiul este dificil de rezolvat în stele și are mai degrabă aspectul lăptos al unei galaxii: un telescop de 300 mm este necesar pentru a începe să se rezolve câteva stele!

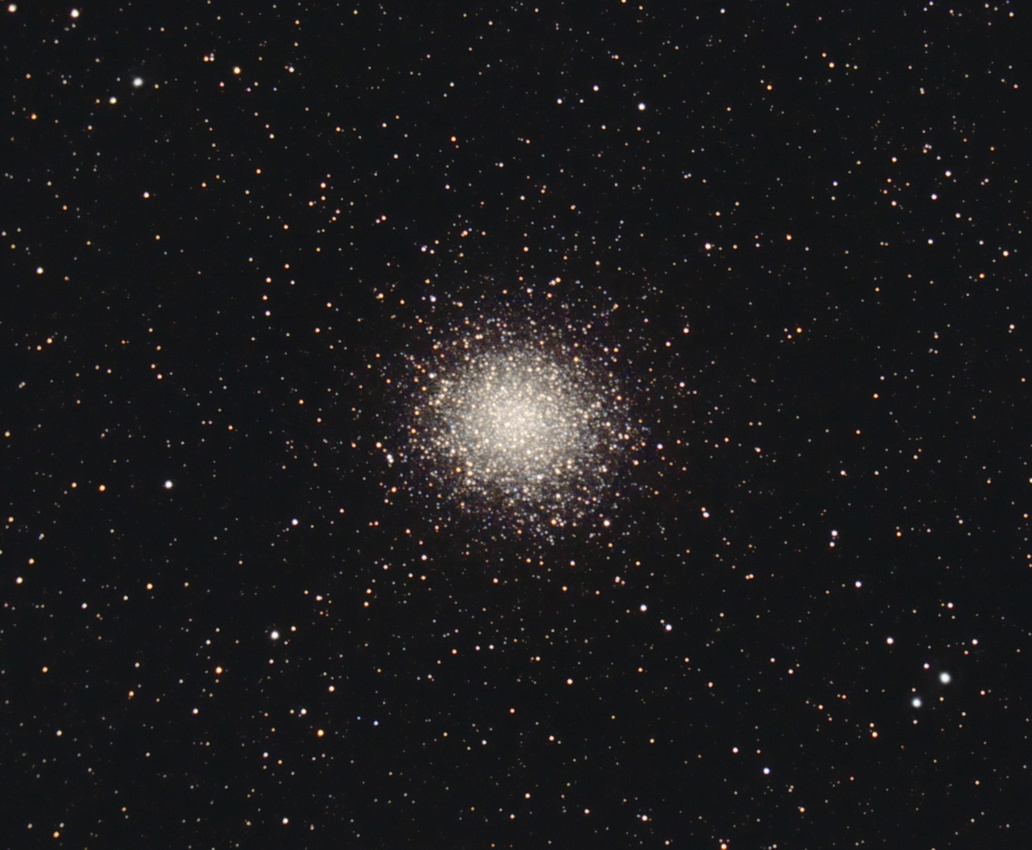
Messier 14 văzut cu un telescop de amator

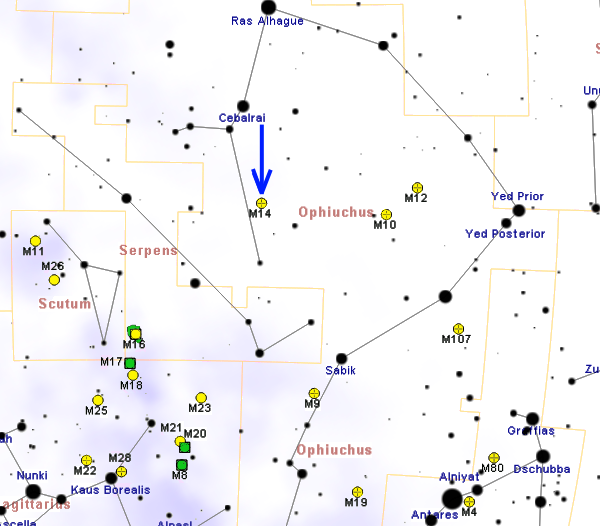
Hartă cu localizarea roiului
Messier 14